# Amizade da Água Branca
O Grêmio Recreativo Escola de Samba Amizade da Água Branca  é um Bloco de enredo da  cidade do Rio de Janeiro, que fica situado no bairro de Realengo, mais precisiomente no Conjunto da Água Branca.

## História
O amizade da Água Branca foi criado no início da década de 1970, por Dino, Zezinho, Mala Cheia, Nilton Bode, Jotinha, Jorginho, Nino, Tia Quita entre outros . No ano de 2010, o então bloco de enredo do bairro de Realengo foi programado no ano de 2010, a ser a terceira agremiação a desfilar no Grupo 2, na Estrada Intendente Magalhães, mas por fim acabou sendo a segunda a entrar na pista, com o não-comparecimento do Grilo de Bangu. Concorreu com o enredo Axé Bahia. para 2012, a escola traz como enredo Amazonas, Terra Santa., que será desenvolvido por Flávio Ribeiro, que também e presidente da escola. após isso chegou a desfilar no terceiro grupo dos blocos. em 2014, desfilou no extinto Grupo 4 dos blocos de enredo e a convite da Associação das Escolas de Samba da Cidade do Rio de Janeiro, desfilará pelo recém-criado Grupo de Avaliação, no sábado da campeãs da Intendente Magalhães. o que acarreta na sua estreia como escola de samba. Sendo que com problemas internos a escola não pode desfilar por falta de ritmistas.

## Carnavais
| Ano  | Colocação    | Grupo         | Enredo                                                                     | Carnavalesco         | Ref.        |
| ---- | ------------ | ------------- | -------------------------------------------------------------------------- | -------------------- | ----------- |
| 2006 | 5º lugar     | 3-Bloco       | Agonia e glória de uma raça                                                | Comissão de Carnaval | [ 3 ]       |
| 2007 | 5° lugar     | 3-Bloco       | O amor é lindo                                                             | Comissão de Carnaval | [ 4 ]       |
| 2008 | 7° lugar     | 3-Bloco       | Domingo Carioca                                                            | Comissão de Carnaval | [ 5 ]       |
| 2009 | Campeã       | 3-Bloco       | Saudade                                                                    | Comissão de Carnaval | [ 6 ] [ 7 ] |
| 2010 | 8º lugar     | 2-Bloco       | Axé Bahia                                                                  | Comissão de Carnaval | [ 8 ]       |
| 2011 | 5° lugar     | 2-Bloco       | Rio, cidade maravilhosa                                                    | Comissão de Carnaval | [ 9 ]       |
| 2012 | 9º lugar     | 2-Bloco       | Amazonas, Terra Santa                                                      | Flávio Ribeiro       | [ 10 ]      |
| 2013 | 8° lugar     | 3-Bloco       | Do luxo ao lixo                                                            | Flávio Ribeiro       | [ 11 ]      |
| 2014 | 4º lugar     | 4-Bloco       | Eu Quero é Botar Meu Bloco na Rua                                          | Josimar Vieira       | [ 12 ]      |
| 2015 | Não desfilou | E (avaliação) | Que Rei sou eu? Que rei é você? Na terra da folia, quem comanda é alegria! | Josimar Vieira       |             |
| 2018 | 8º lugar     | 2-Bloco       | Salve a malandragem, Malandragem da Lapa                                   | Josimar Vieira       |             |